# Jon Huntsman
(Jon Huntsman)
Jon Meade Huntsman, Jr. (Palo Alto, 26 marzo 1960) è un politico e diplomatico statunitense, ambasciatore in Russia dal 2017 al 2019. Inoltre, è stato anche governatore dello Utah dal 2005 al 2009 ed ambasciatore in Cina dal 2009 al 2011.

## Biografia
Figlio dell'imprenditore miliardario Jon Huntsman, Sr. e nipote dell'apostolo David Haight, dopo gli studi si recò come missionario mormone a Taiwan, dove imparò il cinese.
Nel 2004 fu eletto governatore dello Utah con il 57% delle preferenze; quattro anni dopo fu rieletto per un secondo mandato con il 77.7% dei voti. Nel 2009 tuttavia rassegnò le dimissioni dopo essere stato nominato ambasciatore in Cina dal presidente degli Stati Uniti Barack Obama.
Come governatore si è occupato di questioni come il controllo delle armi, l'omosessualità e l'ecologia. Per quanto riguarda le materie sociali, ha mantenuto una linea moderatamente conservatrice, per esempio schierandosi contro il matrimonio gay. Tuttavia ha dato il suo appoggio alle unioni civili.
Huntsman è sposato con Mary Kaye Cooper e la coppia ha sette figli, di cui cinque naturali e due adottate (Gracie Mei, dalla Cina e Asha Bharati, dall'India).
Il 1º febbraio del 2011 Huntsman rassegnò le dimissioni da ambasciatore e lasciò la sede diplomatica cinese ad aprile per dedicarsi completamente alla campagna elettorale in vista delle elezioni presidenziali del 2012.
Il 20 luglio 2017 venne nominato dal presidente degli Stati Uniti Donald Trump come nuovo ambasciatore in Russia. Il 28 settembre il senato approvò la sua nomina ed entrò in carica il 3 ottobre successivo.